# Live in Moscow (Uriah Heep)
Live in Moscow è il quarto album dal vivo del gruppo musicale britannico Uriah Heep, pubblicato nel maggio 1988.

## Descrizione
L'album fu realizzato assemblando i nastri delle incisioni ricavate da una serie di dieci concerti, che il gruppo tenne allo Stadio Olimpico di Mosca dal 7 al 16 dicembre 1987: gli Uriah Heep sono stati infatti la prima rock band occidentale a suonare nei paesi dell'allora cortina di ferro, ed in particolare ad effettuare una tournée in Unione Sovietica, che fino a quel momento aveva concesso ufficialmente il permesso di esibirsi solo ad alcuni artisti solisti dell'Ovest (Cliff Richard, Elton John e Billy Joel). Sebbene già dalla fine degli anni settanta il suo brano July Morning avesse raggiunto una certa fama in quei luoghi, grazie a questa serie di concerti organizzata dal promoter ungherese László Hegedűs, il complesso inglese ottenne lo status di rockstar, in quanto il pubblico che assistette alle loro performance fu complessivamente di circa 180.000 spettatori: così gli Uriah Heep "aprirono la strada" alle numerose rock band occidentali che tra la fine degli anni ottanta e l'inizio dei novanta si sarebbero esibite negli stati del Patto di Varsavia. Le esibizioni moscovite furono pure il "trampolino di lancio" per la nuova formazione, che sarebbe poi diventata quella più duratura, rispetto alle tredici precedenti, nella già allora più che ventennale storia del gruppo.
Gypsy era originariamente inclusa solo nella prima edizione in cd di Live in Moscow (1988), ed assente da quella in vinile.
L'edizione europea dell'album (cod. LLP 118) fu pubblicata dalla Legacy Records, inaugurando il contratto discografico del gruppo con tale etichetta, mentre in Ungheria il disco fu distribuito col marchio Gong (cod. SLPXL 37233), dietro licenza della stessa Legacy.

## Tracce

### Edizione in vinile Legacy Records (1988)
Lato A
1. Bird of Prey (Box/Byron/Hensley/Newton) – 4:32
2. Stealin' (Hensley) – 5:26
3. Too Scared To Run (Box/Daisley/Goalby/Kerslake/Sinclair) – 4:00
4. Corina (Box/Lanzon/Shaw) – 3:58
5. Mister Majestic (Lanzon) – 5:45

Lato B
1. The Wizard (Hensley/Clarke) – 4:52
2. July Morning (Hensley/Byron) – 8:54
3. Easy Livin' (Hensley) – 2:52
4. That's the Way that It Is (Bliss) – 3:44
5. Pacific Highway (Lanzon/Shaw) – 4:53

### Tracce bonus edizioneEssential/Castle, UK (1998)
1. Gypsy (Box/Byron) – 7:49
2. Rockarama (Bolder/Box/Goalby/Kerslake/Sinclair/Uriah Heep) – 10:19
3. Heartache City (Bolder/Box/Goalby/Kerslake/Sinclair/Uriah Heep) – 5:16

## Formazione
Gruppo
- Bernie Shaw – voce
- Mick Box – chitarra
- Phil Lanzon – tastiere
- Trevor Bolder – basso
- Lee Kerslake – batteria

Produzione
- Janos Mihaly – ingegnere del suono (live)
- Gabor Hedegus – ingegnere del suono (live)
- Bob Mallett – ingegnere del suono (studio)
- Dave Ford – ingegnere del suono (studio)
- Missaggio effettuato ai PRT Studios di Londra, UK tra il 25 aprile e l'8 maggio 1988 dagli Uriah Heep e da Bob Mallett[1].